# Relitto della piattaforma Paguro
Relitto della piattaforma Paguro este o arie protejată (arie specială de conservare — SAC, sit de importanță comunitară — SCI) din Italia întinsă pe o suprafață de 66 ha, integral marine.

## Localizare
Centrul sitului Relitto della piattaforma Paguro este situat la coordonatele 44°23′04″N 12°34′57″E / 44.384444°N 12.5825°E.

## Înființare
Situl Relitto della piattaforma Paguro a fost declarat sit de importanță comunitară în octombrie 2010 pentru a proteja 2 specii de animale. Situl a fost protejat și ca arie specială de conservare în martie 2019.

## Biodiversitate
Situată în ecoregiunea continentală, aria protejată conține 1 habitat natural: Recifuri.
La baza desemnării sitului se află mai multe specii protejate:
- mamifere (1): delfin mare (Tursiops truncatus)
- reptile (1): Caretta caretta

Pe lângă speciile protejate, pe teritoriul sitului au mai fost identificate 4 specii de nevertebrate, 1 specie de pești.